# Ahaggar-hegység
Az Ahaggar-hegység vagy más néven  Hoggar-hegység  (arabul:جبال هقار, tuareg nyelven: idurar uhaggar) a Szahara közepén, Algéria délkeleti sarkában található hegység, masszívum.
Nagy része prekambriumi kristályos kőzetekből álló gránitfennsík. A hegyvidéken 2000 éve a tuareg Kel Ahaggar törzs uralkodik, a hegység is róluk kapta a nevét.
Legmagasabb pontja a Tahat (3003 m), amely egyben Algéria legmagasabb csúcsa is. A magasság következményeként az éghajlata hűvösebb, mint a sivatagi. A vádik mély völgyeket alakítottak ki, ahol mediterrán növényzet tenyészik, leanderek és olajfák nőnek.

## Jellemzői
Nyáron forró éghajlata van, míg télen akár 0 °C alá is süllyed a hőmérséklet.
Az ipari tevékenységet az arany, az ezüst, más színesfémek és az urán bányászata jellemzi.
Az Ahaggar-hegység egyik turistacélpontja szent Charles de Foucauld francia trappista szerzetes remetelakja.

## Galéria

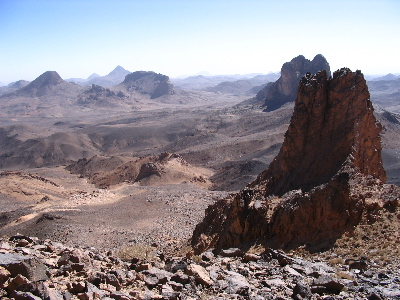
Sziklaformák a hegységben
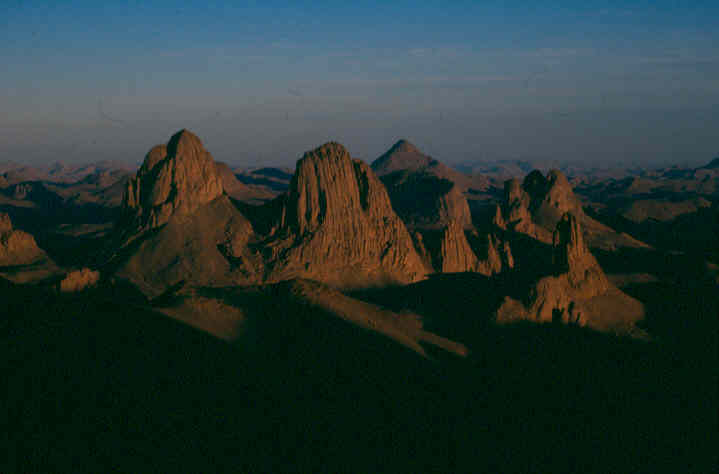
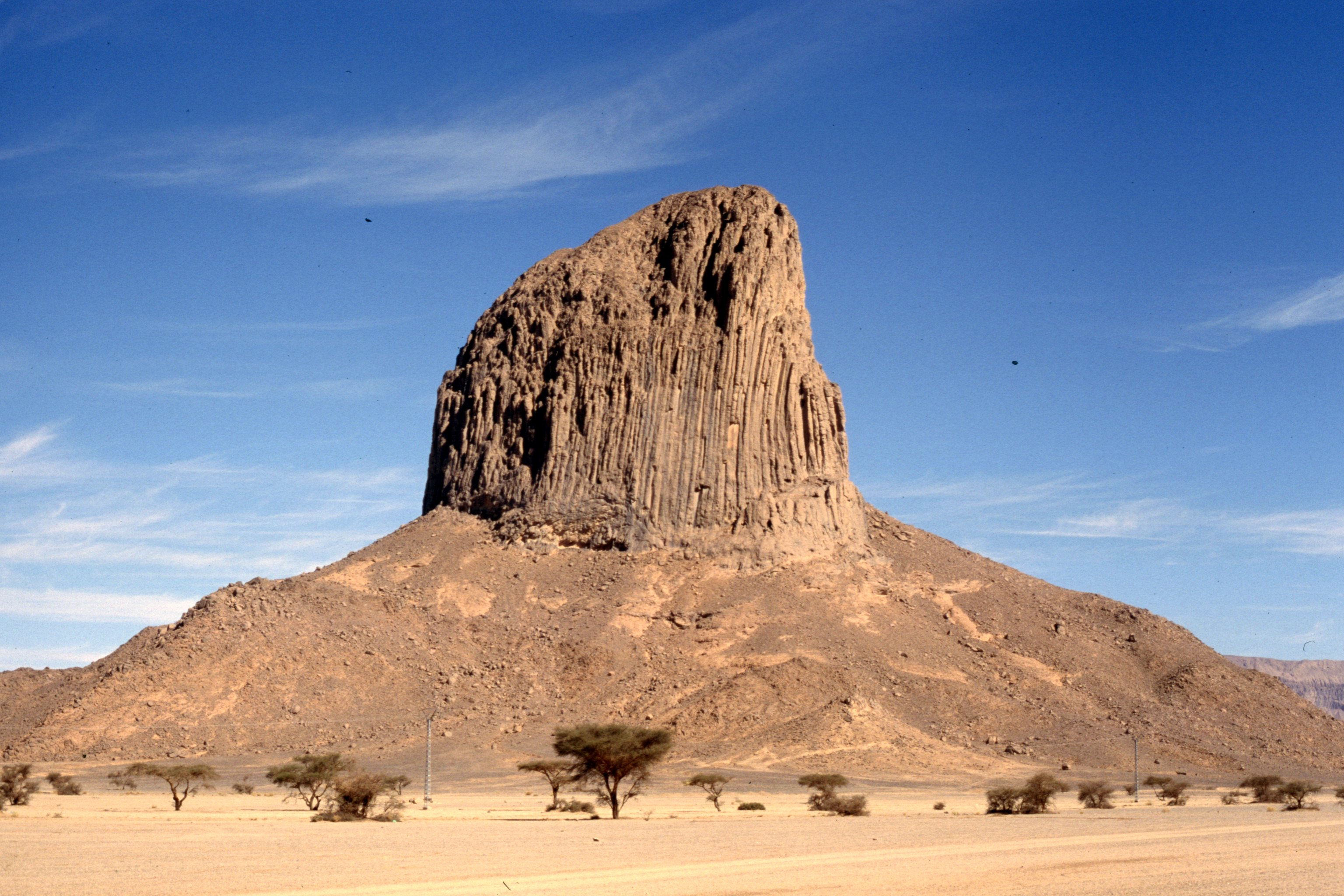
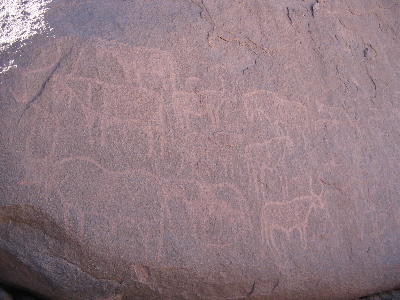
Ősi sziklarajzok egyike
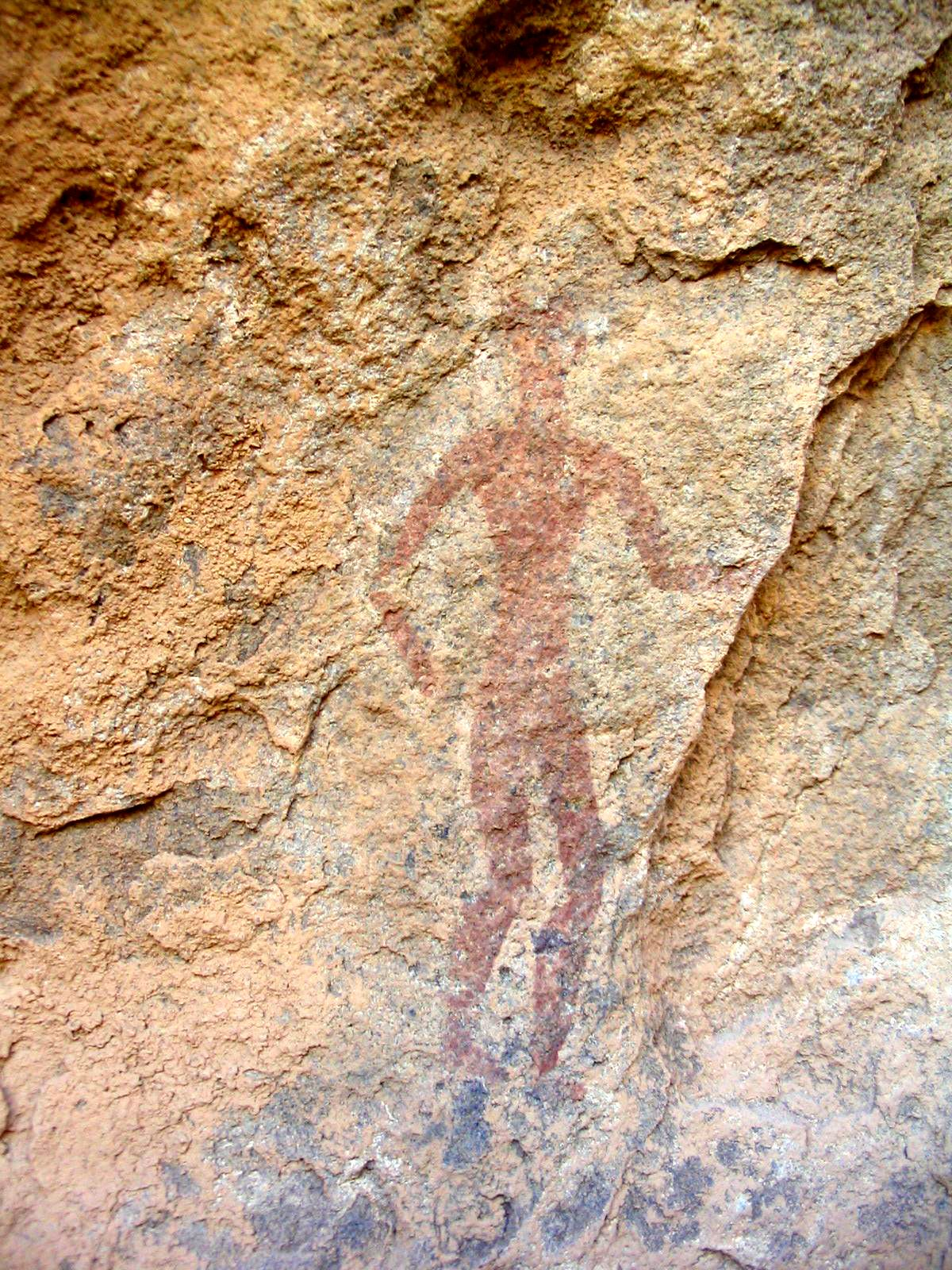
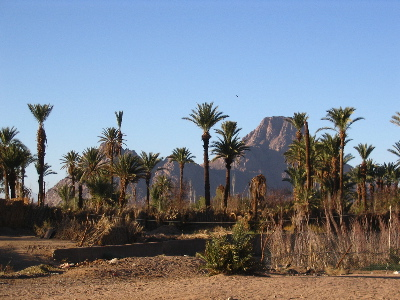